# Sakk, Kempelen úr!
A Sakk, Kempelen úr! Hajdufy Miklós rendezésében, Sinkovits Imre főszereplésével 1976-ban készült három részes színes, magyar tévéfilmsorozat.
A tévéjátékot a Magyar Televízió IV-es stúdiójában vették fel.

## Történet
Egyik este váratlanul betoppant Kempelen Farkas természettudós feltalálóhoz a titkára. A feldúlt fiatalember elmondta, hogy az osztrák rendőrség tovább nyomoz a magyar jakobinus mozgalom ügyében. Tanúként idézést kapott, és valószínűleg azt várják tőle, hogy valamelyik elvbarátja ellen valljon. Azt is feltételezte hogy a vádiratban valamennyi vádlottra halálos ítéletet kérnek. A titkár át akart adni mesterének néhány röpiratot megőrzésre, de Kempelen ettől először elzárkózott. Közben újabb látogatók érkeztek a tudóshoz: Kasper professzor és Sonnenthal rendőrtanácsos. Kasper sajátságos módszereivel a birodalom tudósait császári hűségnyilatkozatra akarja rábírni, Sonnenthal pedig a gyanúsan viselkedő közéleti személyeket figyelteti.

## Szereplők
| Szereplő                    | Színész         |
| --------------------------- | --------------- |
| Kempelen Farkas             | Sinkovits Imre  |
| Kasper professzor           | Darvas Iván     |
| Sonnenthal rendőrfőtanácsos | Tomanek Nándor  |
| Szikora Ádám                | Kristóf Tibor   |
| Kézai Lukács                | Koltai János    |
| Mária Terézia               | Máthé Erzsi     |
| II. József                  | Lukács Sándor   |
| Engelmann                   | Gálvölgyi János |
| Méta                        | Szerencsi Éva   |
| doktor                      | Zách János      |

További szereplők: Bessenyei Emma, Bozóky István, Dávid Ágnes, Deák B. Ferenc, Gelley Kornél, Képessy József, Kun Tibor, Makay Sándor, Sárosi Gábor, Szoboszlai Sándor, Téri Árpád, Tyll Attila

## További munkatársak
- dramaturg: Békés József
- maszk: Tomola Katalin
- fővilágosító: Menus Árpád
- díszlettervező: Duba László
- jelmeztervező: Wieber Marianna
- ruhakivitelező: Horváth József
- építész: Soltész Endre
- berendező: Sumonyi Gizella
- gyártásvezető: Garaguly István
- felvételvezető: Nepper Péter
- rögzítésvezető: Baracsi Mihály
- a rendező munkatársa: Garaguly István

## Epizódlista
| #  | Cím     | Rendező        | Író            | Premier            |
| -- | ------- | -------------- | -------------- | ------------------ |
| 1. | 1. rész | Hajdufy Miklós | Kárpáthy Gyula | 1976. november 9.  |
| 2. | 2. rész | Hajdufy Miklós | Kárpáthy Gyula | 1976. november 10. |
| 3. | 3. rész | Hajdufy Miklós | Kárpáthy Gyula | 1976. november 12. |